# LGI2
LGI2‏ (Leucine rich repeat LGI family member 2) هوَ بروتين يُشَفر بواسطة جين LGI2 في الإنسان.